# Kepler-4 b
Kepler-4 b — одна из первых 5 экзопланет, открытых телескопом «Кеплер», с орбитальным периодом в 3,2 дня и размером 3,878 земных радиуса.
Возраст звезды оценивается в 4,5 ± 1,5 млрд лет. Средняя плотность планеты 1,9 ± 0,4 г/см³

## Характеристики
Kepler-4 по размеру напоминает Нептун, но из-за близкого расположения к своей звезде (0,04 а. е.) на планете средняя температура 1650 K. По причине этого, планета в Классификации Сударского имеет класс IV и относится к классу "Горячих юпитеров".